# Mister Tao
(Bruno Bozzetto)
Mistertao è un cortometraggio d'animazione italiano del 1988, scritto e diretto da Bruno Bozzetto. Il film ha vinto nel 1990 l'Orso d'oro per il miglior cortometraggio.

## Trama
Uno scalatore si incammina lungo il pendio di una montagna. Una volta raggiunta la cima mangia un panino e suona l'armonica però non scende né rimane lì, continua a salire fino ad arrivare a raggiungere Dio stesso. Questo lo accoglie a braccia aperte e chiacchiera con lui, in un Grammelot. Anche di fronte a Dio lo scalatore non si ferma, lo fa cadere in ginocchio e continua a salire sospeso nel cielo.

## Riconoscimenti
- 1990 – Festival internazionale del cinema di Berlino
  - Orso d'oro per il miglior cortometraggio[2]
  - Menzione d'onore - Premio OCIC